# جامعة بيكونهاوس الوطنية
جامعة بيكونهاوس الوطنية (BNU) هي جامعة خاصة للفنون المتحررة تقع في لاهور، في محافظة البنجاب، باكستان.
تأسست الجامعة في عام 2003 من قبل الشركة الأم نظام مدرسة بيكونهاوس، وهي تقع في راويند، وهي إحدى مناطق مقاطعة لاهور؛ ويقع حرم الجامعة بجوار بحرية تاون.
تقدم الجامعة برامج دراسية في التصميم المرئي والفنون والهندسة المعمارية والفنون الحرة وتكنولوجيا المعلومات الحاسوبية وعلم النفس والاتصال الجماهيري. وهي عضو في لجنة التعليم العالي ورابطة جامعات الكومنولث.